# Olszewo-Grzymki
Olszewo-Grzymki – wieś sołecka w Polsce, położona w województwie mazowieckim, w powiecie mławskim, w gminie Stupsk.
| SIMC    | Nazwa            | Rodzaj     |
| ------- | ---------------- | ---------- |
| 0127433 | Olszewo-Marcisze | część wsi  |
| 0127440 | Olszewo-Tosie    | przysiółek |

W latach 1975–1998 miejscowość położona była w województwie ciechanowskim.